# Amar sin límites
Amar sín limites é uma telenovela mexicana produzida por Angelli Nesma Medina para a Televisa e exibida pelo Canal de las Estrellas entre 16 de outubro de 2006 e 20 de abril de 2007, substituindo Duelo de pasiones e sendo substituída por Muchachitas como tú.
É um remake da telenovela argentina  Resistiré, produzida em 2003.
Foi protagonizada por Karyme Lozano e Valentino Lanus e antagonizada por Sabine Moussier, Monika Sánchez e René Strickler.

## Sinopse
Diego Morán trabalha como vendedor em uma loja de roupa masculina e tem o oficio de alfaiates no sangue. Diego vivia com Valeria, uma mujer com a qual ele não encontrou uma forma de construir seu projeto de vida. Valeria o abandonou levando as poucas coisas de valor que tinham, as economias que Diego destinava para comprar um carro e o que ele dava pontualmente para o aluguel do apartamento em que moravam. Ao ser despejado de onde morava, arruinado e desiludido, Diego volta temporalmente para casa de seus pais, onde não é recebido tão bem como ele esperava.
Não só abandonado, mas também estafado por sua última namorada, Diego se refugia em sua família, especialmente seu avô, com ele Diego tem muita afinidade. Também seus amigos Isela e Paco o ajudam a superar seu fracasso sentimental. Em pouco tempo de seu regresso a casa de seus pais, Diego conhece a Azul Toscano, por quem se apaixona. Mas ela já está comprometida e vai se casar com Mauricio Duarte, um empresário importante, mas cujo êxito esconde vários negócios dubios.
Diego e Azul tem vários encontros e nasce entre eles uma grande atração, mas por distintas circunstâncias, cada um segue seu caminho e acreditam que nunca voltaram a se encontrar. Diego se torna muito amigo de Silvana Lombardo, uma mulher que perdeu a quase dois anos seu filho pequeno. Desde que aconteceu essa tragédia, nada nem ninguém conseguiu fazê-la desistir da ideia de que Mauricio é o responsável dessa morte. Silvana não encontra consolo para sua dor e decide matar Mauricio.
Sabendo de suas intenções Diego, ao evitar que ela cometa esse crime, termina salvando a vida de Mauricio. A partir desse momento, Mauricio quer que Diego vá trabalhar para ele, considerando-o quase como um amuleto de boa sorte. Acostumado ter tudo que quer, Mauricio não se detém até conseguir. E só até o momento em que Diego aceita esse emprego e entra na casa de Mauricio, que ele descobre que Azul, a mulher que mas ele amou na vida, é a esposa do homem que é agora seu chefe e de que depende economicamente.
No principio, Diego não vê nada suspeito nas atividades profissionais de Mauricio, mesmo não lhe agradando ter que trabalhar para o homem que arrebatou Azul o ser mais importante de sua vida. Contudo aceita resignadamente que a perdeu, convencido que ela preferiu Mauricio porque encontrou nele qualidades se vantagens que Diego não podia oferecer. Diego, pouco a pouco, se dará conta com preocupação, da verdadeira finalidade dos negócios de Mauricio e de seus manejos irregulares com grupos influentes.
Quando Diego descobre que Mauricio é na realidade um indivíduo sem escrúpulos, capaz de atos de crueldade e imoralidade sem limites, isso lhe custará muito caro. Quando Diego tenta denunciar todos os crimes que se cometem nesse lugar para poder salvar Azul, compreende que não será possível sair dali; ao menos vivo.
Também, Diego não se atreverá a deixar Azul sozinha no meio de um perigo, que ela ainda não percebe. Azul não sabe quem é Mauricio na verdade, e também seu pai corre perigo, Alfredo Toscano um prestigioso cientista que Mauricio buscava contratar desde antes de conhecer Azul, a quem ela convenceu a trabalhar para ele. Mauricio precisa dos conhecimentos científicos de Alfredo para levar até o fim um de seus planos mas desonestos e ambiciosos. Diego se verá diante da realidade de render-se ante essa realidade que lhe tocou a viver, a lutar com decisão e valor para salvar a a mulher que ama, inclusive dentro do mesmo inferno no qual estão presos.

## Elenco
- Karyme Lozano - Azul Toscano
- Valentino Lanus - Diego Morán
- Sabine Moussier - Eva Santoro
- René Strickler - Mauricio Duarte
- Monika Sánchez - Silvana Lombardo
- Maria Sorté - Clemencia Huerta de Morán
- Otto Sirgo - Alfredo Toscano
- Alma Muriel - Leonarda Galván
- José Carlos Ruiz - Don Aurelio Huerta
- Isaura Espinoza - Isela
- Lourdes Munguía - Emilia
- Carmen Becerra - Lidia Morán
- Manuela Imaz - Cecilia Galindo
- Jorge de Silva - Arnaldo Toscano
- Julio Camejo - Paco
- Marcelo Córdoba - Andrés Galván
- Luis Bayardo - Don Chucho Rivera
- Diana Golden - Inés Menzur
- Marco Muñoz - Manuel Morán
- Lisardo Guarinos - Piero Escobar
- Socorro Bonilla - Gloria Provenzano
- Lupita Lara - Madre María
- Myrrha Saavedra - Magda de Peña
- Juan Carlos Serrán - Aníbal Menéndez
- Agustín Arana - Luis Felipe Peña
- Eduardo Liñán - Román Pérez Castelar
- Luis Xavier - Julio Corzo
- Alejandro Ávila - Mario López
- Arsenio Campos - Leandro Burgay
- Jaime Lozano - Efraín García
- Alejandro Ruiz - Gustavo Lara
- Estrella Lugo - Lucía de Escobar
- Óscar Ferreti - Gaspar García
- Rafael del Villar - Iván
- Mariana Beyer - Kathy Duarte
- Alejandro Correa - Frejolito
- Ernesto Faxas - Flavio
- Adriano Zendejas - Diegito

## Audiência
Não obteve o êxito esperado, e alcançou 13,8 pontos de média.